# Izopregnanolon
Izopregnanolon, takođe poznat kao izoalopregnanolon i epialopregnanolon, kao i sepranolon (INN), i kao 3β-hidoksi-5α-pregnan-20-on ili 3β,5α-tetrahidroprogesteron (3β,5α-THP) endogeni je neurosteroid i prirodni 3β-epimer alopregnanolona. Poznato je da deluje kao negativni alosterni modulator selektivne podjedinice GABAA receptora, i kao antagonist kod životinja i ljudi mnogih, mada ne svih GABAA receptorom posredovanih efekata alopregnanolona, kao što je anestezija, sedacija, i da redukuje sakadno kretanje očiju, ali ne i otežano učenje. Izopregnanolon nema hormonalno dejstvo i ne utiče na sam GABAA receptor; on selektivno antagonizuje alopregnanolon i nema uticaja na dejstvo drugih tipova pozitivnih alosternih modulatora GABAA receptora, kao što su benzodiazepini ili barbiturati.
Izopregnanolon se sintetiše u telu iz progesterona posredstvom enzima 5α-reduktaza i 3β-hidroksisteroidna dehidrogenaza (sa 5α-dihidroprogesteronom kao intermedijerom u ovoj dvostepnoj transformaciji) i može se reverzibilno metabolisati u alopregnanolon posredstvom 3α-hidroksisteroidne dehidrogenaze. Nivoi izopregnanolona, progesterona, i alopregnanolona su u znatnoj korelaciji tokom menstrualnog ciklusa i trudnoće. Koncentracije izopregnanolona su znatno niže od progesterona i alopregnanolona; one su oko polovine koncentracije alopregnanolona. Izopregnanolon ima relativno dug serumski polu-život od 14 sati kod ljudi.